# Le più belle fiabe dei fratelli Grimm
Le più belle fiabe dei fratelli Grimm (Sechs auf einen Streich/Acht auf einen Streich) è una serie televisiva tedesca iniziata nel 2008, i cui episodi si basano sulle fiabe popolari dei fratelli Grimm e, occasionalmente, di Hans Christian Andersen e Ludwig Bechstein. Trasmessa in televisione in Germania nel periodo natalizio, e successivamente pubblicata in DVD, la serie ha riscosso un grande successo, permettendo la produzione di altri episodi dopo i 6 iniziali.
Mantenendo la base classica della fiaba, gli episodi di 60 minuti ciascuno sono stati tuttavia modernizzati ed arricchiti nella narrazione.

## Trama
Ogni episodio della serie è la fedele trasposizione di una famosa fiaba popolare. Ai racconti dei fratelli Grimm, tra cui Biancaneve, Raperonzolo, Hänsel e Gretel, La bella addormentata, Fratellino e Sorellina, Tremotino, si aggiungono a partire dalla 3ª stagione anche alcune delle fiabe di Hans Christian Andersen, come La sirenetta, La piccola fiammiferaia, La principessa sul pisello e I vestiti nuovi dell'imperatore.
A partire dalla 7ª stagione, alle fiabe dei fratelli Grimm e Hans Christian Andersen si uniscono anche i racconti di Ludwig Bechstein, storico e filosofo tedesco autore di storie tratte dalla tradizione popolare come Il capraio e la figlia del re e La principessa incantata, di Christoph Martin Wieland, poeta e scrittore del sud della Germania, e di Ernst Theodor Amadeus Hoffmann, autore del celebre racconto Schiaccianoci e il re dei topi.

## Personaggi e interpreti
- Max Klopstock (episodio 1x01), interpretato da Remo Schulze, doppiato da Lorenzo De Angelis.
- Jockel Klopstock (episodio 1x01), interpretato da Christian Polito, doppiato da Alessandro Rigotti.
- Emil Klopstock (episodio 1x01), interpretato da Franz Xaver Brückner, doppiato da Stefano Brusa.
- Lotte (episodio 1x01), interpretata da Linn Reusse, doppiata da Laura Amadei.
- Fratellino (episodio 1x02), interpretato da Hans-Laurin Beyerling, doppiato da Arturo Valli.
- Sorellina (episodio 1x02), interpretata da Odine Johne, doppiata da Emanuela Damasio.
- Matrigna (episodio 1x02), interpretata da Andrea Sawatzki, doppiata da Anna Cesareni.
- Sorellastra (episodio 1x02), interpretata da Lisa Altenpohl, doppiata da Paola Majano.
- Principessa Sophie (episodio 1x03), interpretata da Sidonie von Krosigk, doppiato da Chiara Gioncardi.
- Re Carlasto (episodio 1x03), interpretato da Friedrich von Thun, doppiato da Franco Zucca.
- Principe Floris/Ranocchio (episodio 1x03), interpretato da Alexander Merbeth, doppiato da Leonardo Graziano (ranocchio) e Marco Vivio (umano).
- Principessa Isabella (episodio 1x04), interpretata da Jasmin Schwiers, doppiata da Daniela Calò.
- Principe Richard (episodio 1x04), interpretato da Ken Duken, doppiato da Alessio Cigliano.
- Re August (episodio 1x04), interpretato da Hubert Mulzer, doppiato da Pierluigi Astore.
- Principessa Maximiliana (episodio 1x04), interpretata da Felicitas Woll, doppiata da Letizia Scifoni.
- Marie (episodio 1x05), interpretata da Lea Eisleb, doppiata da Lucrezia Marricchi.
- Luise (episodio 1x05), interpretata da Camille Dombrowsky, doppiata da Eva Padoan.
- Madama Holle (episodio 1x05), interpretata da Marianne Sägebrecht, doppiata da Lorenza Biella.
- Freider (episodio 1x05), interpretato da Valentin Kranz, doppiato da Mirko Cannella.
- Narratore/Timor (episodio 1x05), interpretato da Herbert Feuerstein, doppiato da Oliviero Dinelli.
- David (episodio 1x06), interpretato da Kostja Ullmann, doppiato da Paolo Vivio.
- Re Ernst (episodio 1x06), interpretato da Axel Milberg, doppiato da Franco Mannella.
- Principessa Paula (episodio 1x06), interpretata da Karoline Schuch, doppiata da Letizia Scifoni.
- Primo ministro Klaus (episodio 1x06), interpretato da Dirk Martens, doppiato da Andrea Lavagnino.
- Biancaneve (episodio 2x01), interpretata da Laura Berlin, doppiata da Francesca Manicone.
- Regina malvagia (episodio 2x01), interpretata da Sonja Kirchberger, doppiata da Laura Romano.
- Principe (episodio 2x01), interpretato da Nicolás Artajo-Kwaśniewski, doppiato da Paolo Vivio.
- Giullare (episodio 2x01), interpretato da Jörg Schüttauf, doppiato da Stefano Mondini.
- Raperonzolo (episodio 2x02), interpretata da Luisa Wietzorek, doppiata da Laura Amadei.
- Principe (episodio 2x02), interpretato da Jaime Krsto Ferkic, doppiato da Flavio Aquilone.
- Strega (episodio 2x02), interpretata da Suzanne von Borsody, doppiata da Marina Tagliaferri.
- Contadino (episodio 2x02), interpretato da Boris Aljinovic, doppiato da Corrado Conforti.
- Mingus/Gatto con gli stivali (episodio 2x03), interpretato da Roman Knižka, doppiato da Alessio Cigliano.
- Hans/Conte di Carabàs (episodio 2x03), interpretato da Jacob Matschenz, doppiato da Emiliano Coltorti.
- Re Otto (episodio 2x03), interpretato da Kai Wiesinger, doppiato da Franco Mannella.
- Principessa Frieda (episodio 2x03), interpretata da Jennifer Ulrich, doppiata do Benedetta Ponticelli.
- Stregone Abbadon (episodio 2x03), interpretato da Jürgen Tarrach, doppiato da Simone Mori.
- Principessa Myrose (episodio 2x04), interpretata da Lotte Flack, doppiata da Veronica Puccio.
- Principe Fynn (episodio 2x04), interpretato da François Goeske, doppiato da Lorenzo De Angelis.
- Fata Maruna (episodio 2x04), interpretata da Hannelore Elsner, doppiata da Paola Mannoni.
- Re (episodio 2x04), interpretato da Martin Feifel, doppiato da Andrea Lavagnino.
- Regina (episodio 2x04), interpretata da Anna Loos, doppiata da Monica Gravina.
- Principessa Elizabeth (episodio 2x05), interpretata da Karoline Herfurth, doppiata da Valentina Mari.
- Magdalena (episodio 2x05), interpretata da Susanne Bormann, doppiata da Letizia Ciampa.
- Principe Leopold (episodio 2x05), interpretato da Florian Lukas, doppiato da Federico Di Pofi.
- Kurdchen (episodio 2x05), interpretato da Julius Römer, doppiato da Mirko Cannella.
- Lisa (episodio 2x06), interpretata da Julie Engelbrecht, doppiata da Federica De Bortoli.
- Principe Moritz (episodio 2x06), interpretato da Kristian Kiehling, doppiato da Alessandro Rigotti.
- Re Gustav (episodio 2x06), interpretato da Gottfried John, doppiato da Franco Zucca.
- Rumpelstilzchen (episodio 2x06), interpretato da Robert Stadlober, doppiato da Luigi Ferraro.
- Mugnaio Gisbert (episodio 2x06), interpretato da Thomas Rudnick, doppiato da Giorgio Locuratolo.
- Asino (episodio 2x07), doppiato in originale da Peter Striebeck e in italiano da Paolo Marchese.
- Cane (episodio 2x07), doppiato in originale da Bastian Pastewka e in italiano da Teo Bellia.
- Gallo (episodio 2x07), doppiato in originale da Harald Schmidt e in italiano da Alessio Cigliano.
- Gatta (episodio 2x07), doppiata in originale da Hannelore Elsner e in italiano da Lorenza Biella.
- Lissi (episodio 2x07), interpretata da Anna Fischer, doppiata da Laura Amadei.
- Johann (episodio 2x07), interpretato da Johannes Zirner, doppiato da Paolo Vivio.
- Contadinella (episodio 2x08), interpretata da Anna Maria Mühe, doppiata da Angela Brusa.
- Contadino (episodio 2x08), interpretato da Falk Rockstroh, doppiato da Gerolamo Alchieri.
- Re (episodio 2x08), interpretato do Maxim Mehmet, doppiato da Alessandro Quarta.
- Regina madre (episodio 2x08), interpretata da Sunnyi Melles, doppiata da Anna Cesareni.

## Episodi
Gli episodi completati sono in totale 56, suddivisi in 16 stagioni e trasmessi in Germania a partire dal 20 dicembre 2008 sul canale televisivo tedesco Das Erste. Gli stessi sono anche disponibili in DVD.
In Italia, la trasmissione di 5 episodi selezionati dalle prime due stagioni è iniziata nel pomeriggio del 6 settembre 2010 su Rai 3. A partire dall'8 gennaio 2011 gli stessi sono stati replicati in prima serata su Rai Gulp. Dal 28 novembre 2014 una seconda selezione di 9 episodi è andata in onda in tarda serata sempre su Rai Gulp. I restanti episodi risultano ancora inediti.
| Stagione                 | Episodi | Prima TV Germania |
| ------------------------ | ------- | ----------------- |
| Prima stagione           | 6       | 2008              |
| Seconda stagione         | 8       | 2009-2010         |
| Terza stagione           | 4       | 2010              |
| Quarta stagione          | 4       | 2011              |
| Quinta stagione          | 4       | 2012              |
| Sesta stagione           | 4       | 2013              |
| Settima stagione         | 4       | 2014              |
| Ottava stagione          | 4       | 2015              |
| Nona stagione            | 4       | 2016              |
| Decima stagione          | 2       | 2017              |
| Undicesima stagione      | 2       | 2018              |
| Dodicesima stagione      | 2       | 2019              |
| Tredicesima stagione     | 3       | 2020              |
| Quattordicesima stagione | 2       | 2021              |
| Quindicesima stagione    | 2       | 2022              |
| Sedicesima stagione      | 2       | 2023              |